# Bundesautobahn 38
Die Bundesautobahn 38 (Abkürzung: BAB 38) – Kurzform: Autobahn 38 (Abkürzung: A 38) – ist eine Autobahn, die von der A 7 südlich von Göttingen abzweigt und als so genannte Südharzautobahn (Südharztangente) über Heiligenstadt, Leinefelde-Worbis, Nordhausen, Sangerhausen, Lutherstadt Eisleben in den Raum Halle (Saale) und Leipzig führt. Dort kreuzt sie die A 9 und mündet am Dreieck Parthenaue bei Naunhof in die A 14 und ist somit ein Teil der Mitteldeutschen Schleife. Die A 38 ist das Verkehrsprojekt Deutsche Einheit Nr. 13. Sie erschließt die Region und soll zusammen mit der A 7 (Drammetal–Kassel) und der A 44 (südöstlich Kassel) eine weitere Verbindung Leipzig/Halle–Ruhrgebiet bilden und damit die A 2 teilweise entlasten. Seit dem 22. Dezember 2009 ist die Autobahn vollständig befahrbar.

## Trivialnamen
Im Gegensatz zu vielen anderen Autobahnen haben sich für die A 38 im Volksmund viele Alternativbezeichnungen etabliert:
- AD Drammetal–AS Friedland: Zubringer Friedland (historisch bedingt durch die B 524)
- Heidkopftunnel–Höllbergtunnel: Eichsfeldautobahn
- AS Bleicherode–AD Südharz: Südharzautobahn, Südharztangente (wird teils für die ganze Autobahn genutzt)
- AD Halle-Süd–AK Rippachtal: Südumfahrung Halle
- AK Rippachtal–AD Parthenaue: Südumfahrung Leipzig, Südtangente Leipzig

## Planungsgeschichte und Bau
Bereits in den 1930er Jahren existierten Pläne einer Reichsautobahn Dessau – westlich Halle – Nordhausen – Göttingen (mit Weiterführung nördlich Kassel nach Hamm). Der Netzplan des Jahres 1940 enthielt diese Verbindung, die von der heutigen Bundesautobahn 9 bei Dessau-Süd abzweigen und südlich Köthen (Anhalt) über Gerbstedt nach Nordhausen und Göttingen verlaufen sollte. Ein Bruchstück dieser Planung tauchte noch bis in die 1980er Jahre in den Karten von Mairs Geographischen Verlag Stuttgart auf, die eine Teilstrecke von Gerbstedt über Ihlewitz (mit Abzweig nach Magdeburg), Könnern-Nelben (Saalequerung), Könnern, Hohenedlau (mit Abzweig nach Halle) – Gröbzig enthielten. Der Netzplan der Deutschen Demokratischen Republik aus dem Jahre 1958 sah eine Autobahnverbindung auch vor, allerdings nördlich Halle von der Strecke Magdeburg – Halle abzweigend und weiter über Eisleben und Nordhausen zur innerdeutschen Grenze bei Mackenrode verlaufend. Ende der 1970er Jahre ist abweichend dazu eine Autobahntangente südlich von Leipzig, zum Teil über Tagebauflächen hinweg, im Generalbebauungsplan für die Stadtregion Leipzig dokumentiert, deren Verlauf in etwa dem der heutigen Trasse entspricht. In der Bundesrepublik Deutschland betrafen die Planungen zum Autobahnbau, wenngleich noch ohne Relevanz, auch das Gebiet der DDR: Nach dem Bedarfsplan des Gesetzes über den Ausbau der Bundesfernstraßen in den Jahren 1971 bis 1985 vom 30. Juni 1971 war eine Autobahn aus dem Raum Willebadessen über Beverungen – Uslar – Nörten-Hardenberg – Herzberg zur ehem. innerdeutschen Grenze bei Mackenrode unter der internen Bezeichnung „Autobahn 105“ in Planung. Ab 1. Januar 1975 wurde diese Verbindung in den Streckenzug der A 46 aufgenommen. Zu einer Realisierung kam es jedoch nicht. Mit dem Zweiten Gesetz vom 25. August 1980 zur Änderung des Gesetzes über den Ausbau der Bundesfernstraßen in den Jahren 1971 bis 1985 wurde die Strecke ersatzlos gestrichen. Dabei blieb es mit dem Dritten Gesetz vom 21. April 1986 zur Änderung des Gesetzes über den Ausbau der Bundesfernstraßen. Die DDR setzte ihr Vorhaben nicht um, so dass 1989 zwischen Göttingen, Nordhausen und Halle keine leistungsfähige Verkehrsverbindung bestand.
Mit dem Fall der Mauer und der Deutschen Wiedervereinigung stellte sich die Frage nach einer Verkehrslösung erneut. Bereits am 9. April 1991 beschloss die Bundesregierung das Programm Verkehrsprojekte Deutsche Einheit (VDE) im Vorgriff auf den Bundesverkehrswegeplan 1992. Es enthielt die Verbindung Göttingen – Halle (Westtangente) – A 14 nördlich Halle sowie einen Abzweig südlich von Halle zur Bundesautobahn 9 bei Weißenfels. Die Fortführung südlich von Leipzig war zunächst nicht vorgesehen. Die Strecke Göttingen – Halle – A 14 erhielt die Bezeichnung Bundesautobahn 82, der südliche Abzweig zur A 9 den Namen „Bundesautobahn 140“. Diese Vorhaben wurden bei Aufstellung des Bundesverkehrswegeplans 1992 nicht noch einmal geprüft. So enthielt der Bedarfsplan des Vierten Gesetzes zur Änderung des Fernstraßenausbaugesetzes vom 15. November 1993 beide Autobahnen, auch unter ihrer Bezeichnung als A 82 und A 140. Für die A 140 war zusätzlich nunmehr die Südumfahrung Leipzig vorgesehen.
Im Bundesverkehrswegeplan 2003 wurden die Kosten für den Bau der Autobahn mit 1,0 Milliarden Euro angegeben. Umgerechnet auf die gebauten Kilometer bedeutet dies 4,8 Millionen Euro pro Kilometer; die Gesamtlänge beläuft sich auf rund 219 Kilometer. Für das Bundesland Sachsen-Anhalt sollten die Baukosten 279 Millionen, für Sachsen 257 Millionen, für Thüringen 373 Millionen und für Niedersachsen 93 Millionen Euro betragen.
Die A 38 unterlag als „Verkehrsprojekt Deutsche Einheit“ einem besonderen Gesetz zur Beschleunigung der Planung. Die Planung und der Bau wurden hauptsächlich im niedersächsischen Abschnitt von Bürgerprotesten begleitet. Die Lärmbelastung von Ortsteilen der Gemeinde Friedland im Landkreis Göttingen führt in dieser Region zu einer erkennbaren Ablehnung der Autobahn. Demgegenüber wird die Autobahn in Nordthüringen und Sachsen-Anhalt und Sachsen mit hohen Erwartungen hinsichtlich Verkehrsleistung, Erreichbarkeit sowie neuen Industrieansiedlungen verknüpft.
Weitgehend parallel verläuft die Halle-Kasseler Eisenbahn, die ebenfalls als Verkehrsprojekt Deutsche Einheit ausgebaut wurde. Außerdem ersetzt die A 38 östlich von Arenshausen die B 80.

## Liste der Verkehrsfreigaben
Die einzelnen Teilstrecken der A 38 wurden wie folgt dem Verkehr übergeben
| Jahr   | Abschnitt                                                     | km      | Bemerkung     |
| ------ | ------------------------------------------------------------- | ------- | ------------- |
| 1970er | AD Drammetal (damals AS Friedland) – südwestlich Friedland () | 4,4 km  | als           |
| 1997   | AS Leuna – Lützen ()                                          | 10,8 km |               |
| 1998   | AS Werther – AS Heringen                                      | 7,5 km  |               |
| 2000   | Lützen – AS Leipzig-Südwest                                   | 15,1 km |               |
| 2000   | westlich Wallhausen () – AS Sangerhausen-Süd                  | 8,5 km  |               |
| 2001   | AS Leinefelde – AS Breitenworbis                              | 7,5 km  |               |
| 2002   | AS Sangerhausen-Süd – AS Lutherstadt Eisleben                 | 17,3 km |               |
| 2002   | Wipperdorf – Werther                                          | 9,6 km  |               |
| 2003   | AD Drammetal – südwestlich Friedland ()                       | 7,9 km  |               |
| 2003   | AD Halle-Süd – AS Merseburg-Nord                              | 5,9 km  |               |
| 2003   | AS Merseburg-Nord – AS Merseburg-Süd                          | 9,3 km  |               |
| 2003   | AS Merseburg-Süd – AS Leuna                                   | 4,3 km  |               |
| 2004   | AS Roßla – westlich Wallhausen                                | 6,9 km  |               |
| 2005   | AS Heringen – AS Roßla                                        | 15,7 km |               |
| 2006   | südwestlich Friedland – AS Heilbad Heiligenstadt              | 18,9 km |               |
| 2006   | AS Leipzig-Südwest – AS Leipzig-Süd                           | 9,5 km  |               |
| 2006   | AS Leipzig-Süd – AS Leipzig-Südost                            | 7,0 km  |               |
| 2006   | AS Leipzig-Südost – AD Parthenaue                             | 7,7 km  |               |
| 2006   | AS Heilbad Heiligenstadt – AS Leinefelde-Worbis               | 15,7 km |               |
| 2006   | AS Bleicherode – AS Werther                                   | 4,6 km  |               |
| 2008   | AS Lutherstadt Eisleben – AS Schafstädt                       | 16,3 km |               |
| 2008   | AS Schafstädt – AD Halle-Süd                                  | 5,9 km  |               |
| 2009   | AS Breitenworbis – AS Bleicherode                             | 11,9 km |               |
| 2012   | AS/AD Großwechsungen                                          |         | Anbindung der |
| 2013   | AD Südharz                                                    |         | Anbindung der |

## Besonderheiten

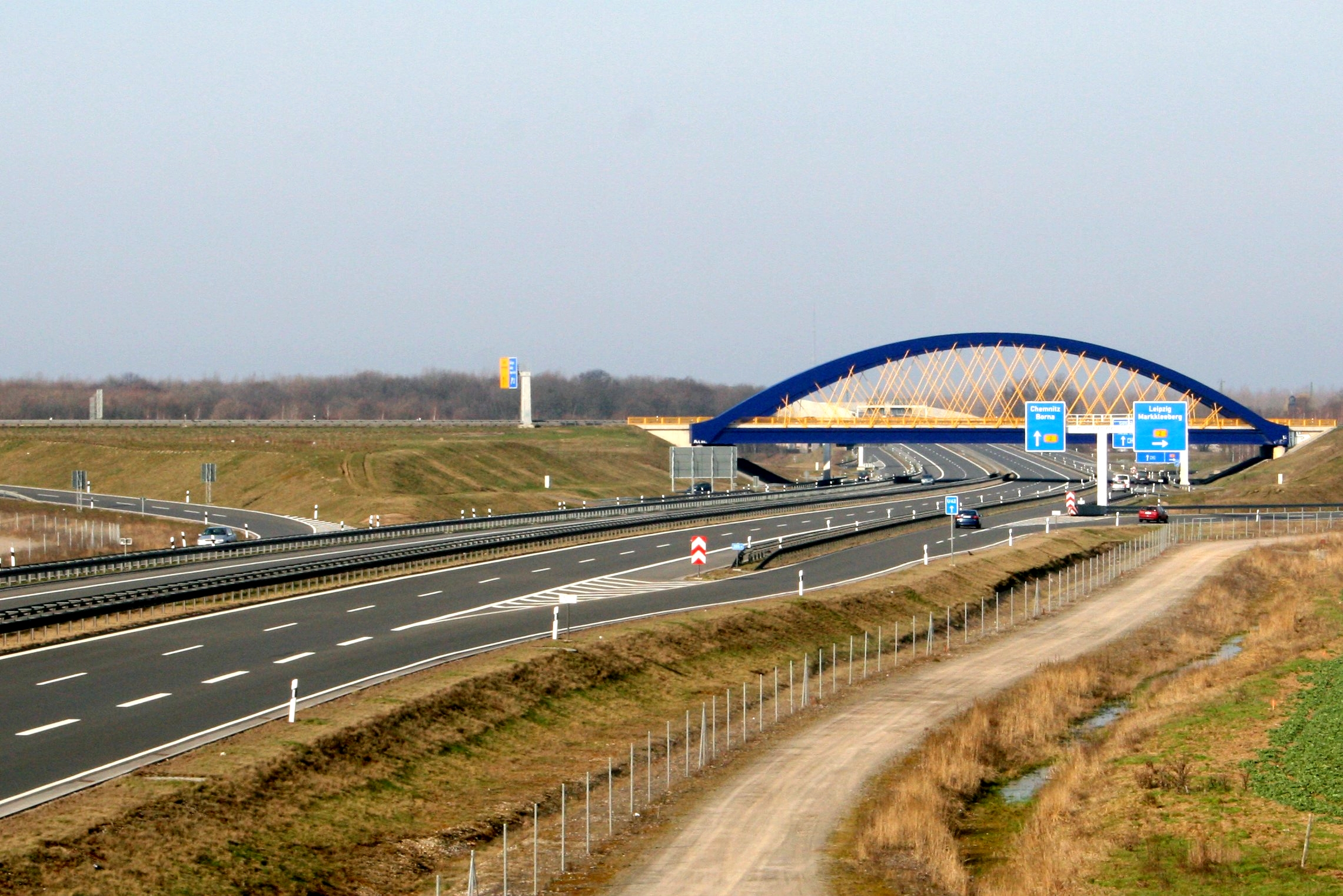
AS Leipzig-Süd

Luftbildpanorama der Saalebrücke Schkortleben

Der 1724 Meter lange Heidkopftunnel (mit dem Namen „Tunnel der Deutschen Einheit“) ist der längste Tunnel dieser Strecke und unterquert die Grenze zwischen den Bundesländern Thüringen und Niedersachsen.
Die BAB 38 verläuft südlich von Leipzig etwa zehn Kilometer über Abraumgelände zweier ehemaliger Braunkohletagebaue, was besondere Sicherungsmaßnahmen ihres Baugrundes erforderte.
Die BAB 38 bildet bei Leipzig die Südumfahrung der Stadt. Damit stellt sie nicht nur eine Ost-West-Verbindung dar, sondern eine Zufahrt in die Leipziger Innenstadt. Der Vergnügungspark „Belantis“ erhielt eine eigene Autobahnabfahrt („Leipzig-Neue Harth“).

## Weitere Einzelprojekte entlang der A38

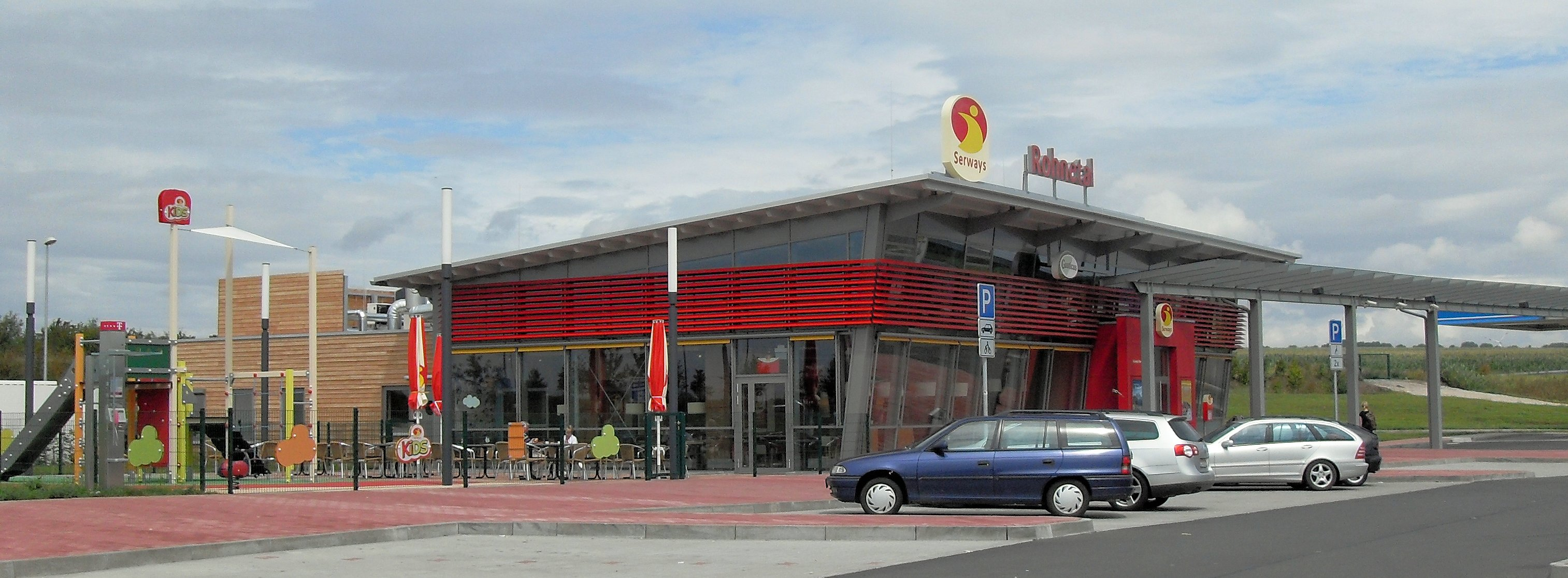
2011 eröffnete Tank- und Rastanlage „Rohnetal“

Entlang der A 38 befinden sich noch Nebenanlagen und Anschlussstellen in Planung, in Bau oder wurden bereits fertiggestellt. Die Tank- und Rastanlage Rohnetal wurde im ersten Quartal 2011 fertiggestellt. Der Bau für die Tank- und Rastanlage Eichsfeld hat im Juni 2016 begonnen. Die Eröffnung in Fahrtrichtung Leipzig war dann am 23. November 2016 und in Fahrtrichtung Kassel am 23. Dezember 2016. Seit dem 29. April 2013 ist die A 71 über das neu gebaute Autobahndreieck Südharz an die A 38 angebunden. Am 5. Dezember 2012 wurde die Autobahnanschlussstelle Großwechsungen (Anschlussstelle Nr. 9) eröffnet. Damit wurde die Anbindung des Neubaus der B 243 wie geplant abgeschlossen. Im Juni des Jahres 2023 eröffnete die Tankstelle des Autohofes Werther an der Anschlussstelle Nr. 10 Nordhausen-West/Werther. Zeitgleich wurden 89 kostenpflichtige Lkw Stellplätze freigegeben. Ein Fast Food Restaurant, Discounter, Spielhalle, Landmaschinenwerkstatt und die neue Nordthüringen–Zentrale der Thüringer Energie AG folgen. Am 15. Juli 2023 wurde außerdem der Lückenschluss der A 72 Leipzig – Chemnitz zur A 38 vollzogen, womit die vormalige Anschlussstelle Leipzig-Süd die Funktion eines Autobahnkreuzes erhielt.

## Umweltbelastung und Abhilfe

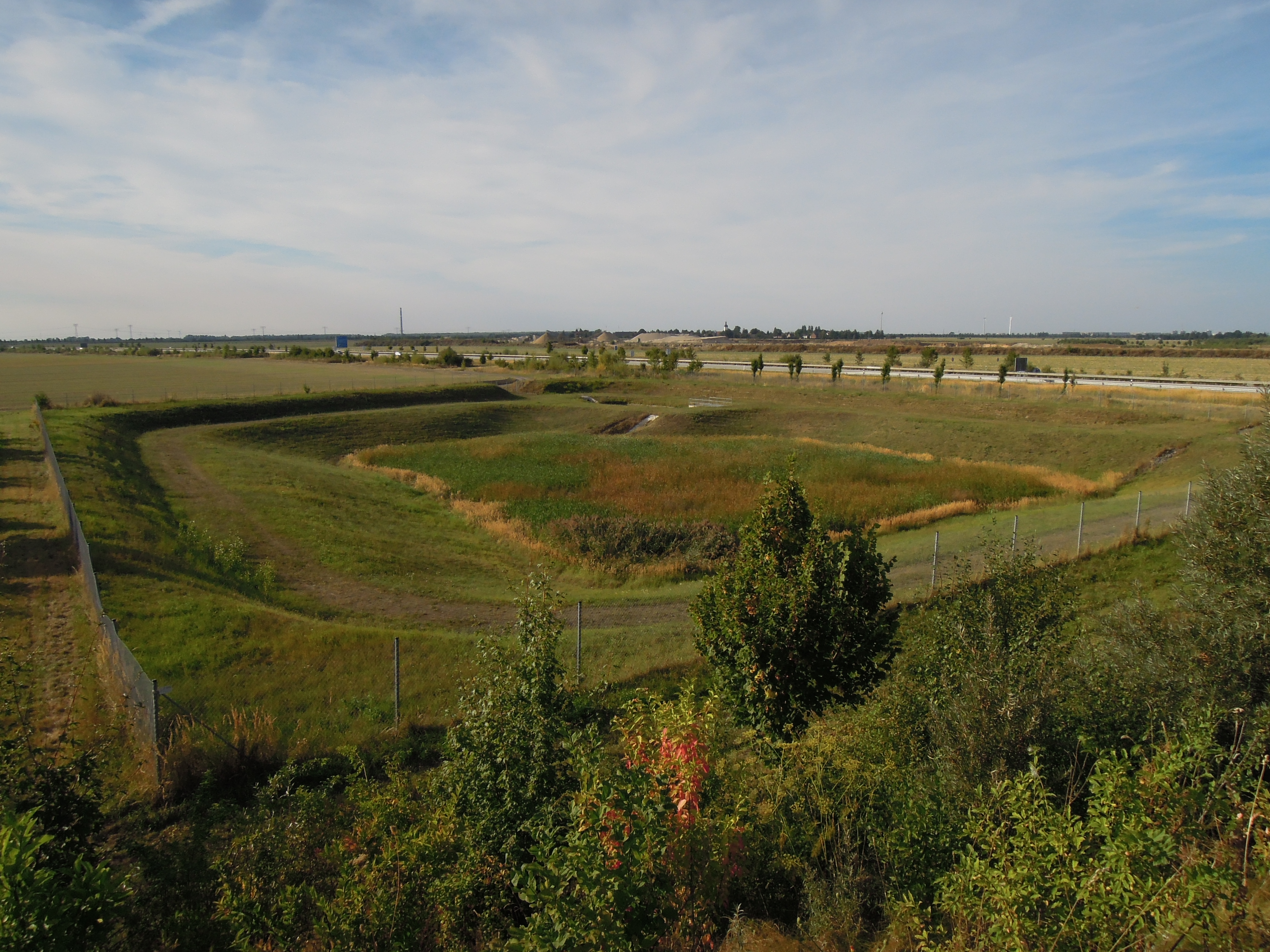
Absetzbecken für verschmutztes Fahrbahnwasser an der A 38 bei Knauthain

Durch den laufenden Verkehr sammeln sich auf den Fahrbahnen Schadstoffe, u. a. verursacht durch Abrieb von Reifen, Abgasen von Verbrennungsmotoren und Lecks hydraulischer Systeme. Bei feuchtem Wetter bzw. Regenfall lösen sich die Schadstoffpartikel der Fahrbahnen, binden sich mit dem Wasser und fließen in den umliegenden Naturraum. Insbesondere auf Brücken wird Oberflächenwasser kontrolliert an die Brückenköpfe geleitet, wodurch die Schadstoffkonzentration am Ort der Entwässerung verhältnismäßig hoch ist. Um die dadurch entstehende Umweltbelastung zu mildern, werden Absetzbecken gebaut, in denen die Schadstoffpartikel absinken und verbleiben sollen, bevor das Wasser weiterfließt. Diese passive Art der Abwasserklärung ist u. a. dann besonders wichtig, wenn es sich um gewässerquerende Brücken handelt und die Abwässer nicht ungefiltert in Flüsse oder Seen eingeleitet werden sollen. Im Bereich des Leipziger Neuseenlands finden sich für die A 38 zahlreiche Umsetzungen dieser Maßnahmen.

## Trivia

### Literarische Bearbeitung
Der Germanist Frank Fischer beschreibt in seinem Buch Die Südharzreise – Abstrakter Tourismus zwischen Leipzig und Göttingen eine Fahrt auf der Bundesautobahn 38 von Leipzig nach Göttingen am 3. Oktober 2008, wobei er immer wieder auch Abstecher zu (literatur)historisch interessanten Orten entlang der Strecke unternahm.

### Sperrung beim Papstbesuch 2011
Wie schon die BAB 3 beim Papstbesuch in Bayern 2006 für die Messe auf dem Islinger Feld wurde die BAB 38 beim Papstbesuch in Deutschland 2011 anlässlich der Vesper auf dem Eichsfeld für 29 Stunden auf einer Strecke von 65 Kilometern gesperrt, um die parkenden Busse der Messebesucher aufzunehmen.